# Cunlhat
Cunlhat is een gemeente in het Franse departement Puy-de-Dôme (regio Auvergne-Rhône-Alpes). De plaats maakt deel uit van het arrondissement Ambert. Cunlhat telde op 1 januari 2022 1.301 inwoners.

## Geografie
De oppervlakte van Cunlhat bedroeg op 1 januari 2022 29,55 vierkante kilometer; de bevolkingsdichtheid was toen 44 inwoners per km².

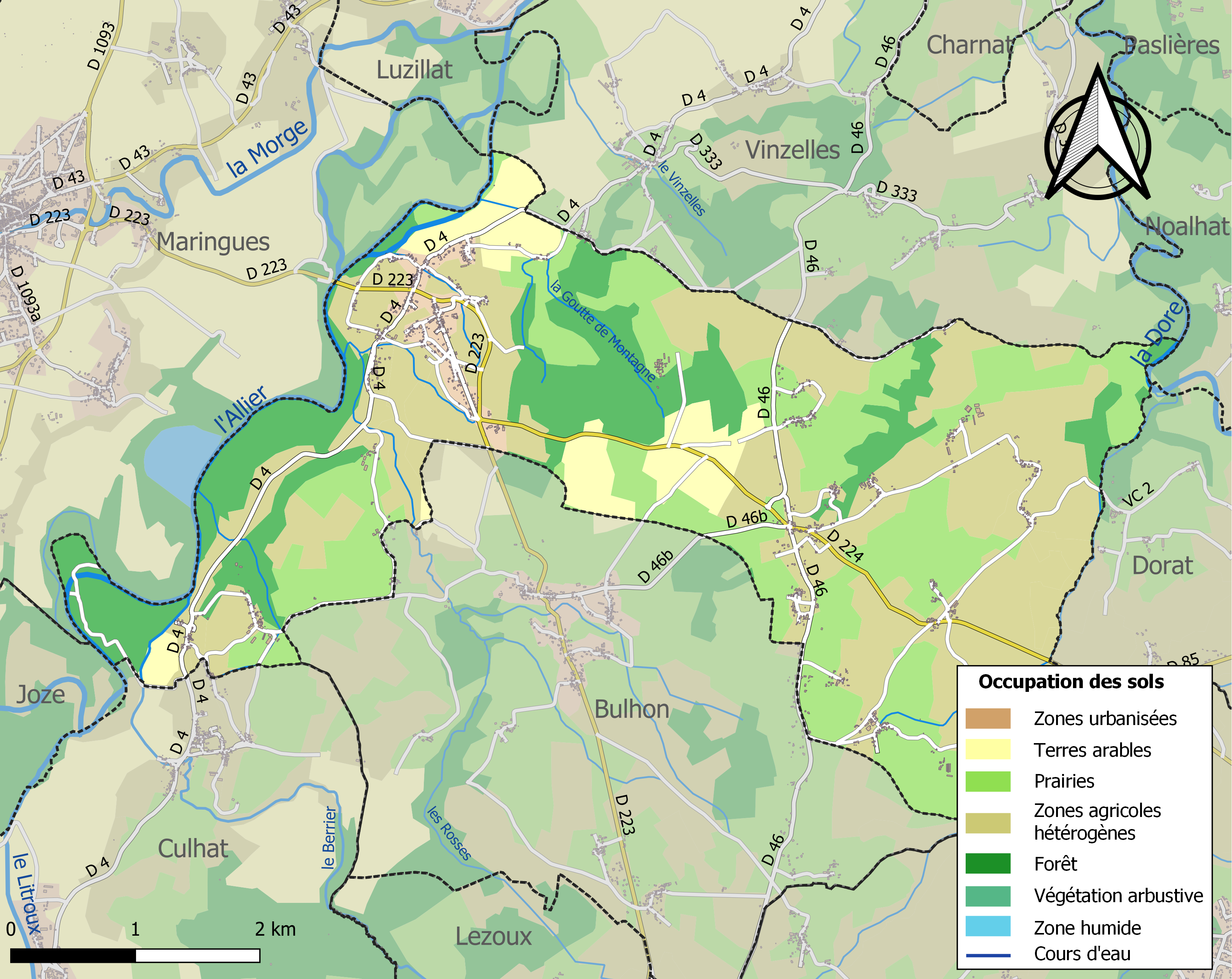
Kaart van de gemeente met belangrijkste infrastructuur, bodemgebruik en omliggende gemeenten

<

## Demografie
Onderstaande figuur toont het verloop van het inwonertal (bron: INSEE-tellingen).

## Geboren in Cunlhat
- Maurice Pialat (1925-2003), Frans filmregisseur